# Droyßig
Droyßig là một đô thị thuộc huyện Burgenland, bang Sachsen-Anhalt, Đức. Đô thị Droyßig có diện tích 10,76 km², dân số thời điểm ngày 31 tháng 12 năm 2006 là 1828 người.